# Медный кувшин (фильм)
«Медный кувшин» (англ. The Brass Bottle) — немая чёрно-белая фантастическая кинокомедия, снятая режиссёром Морисом Турнёром в 1923 году.
Экранизация одноименной повести Ф. Энсти.
Премьера фильма состоялась 22 июля 1923 года. Фильм считается утерянным.

## Сюжет
Красочный фантастический сюжет в стиле арабских ночей разворачивается вокруг перемещений во времени и пространстве. Гораций Вентимор, молодой лондонский архитектор, случайно на аукционе покупает старый медный кувшин. Бедный архитектор купил этот антикварный предмет, чтобы снискать расположение профессора Гамильтона, отца его возлюбленной Сильвии. Но его уловка не срабатывает, и профессор выбрасывает его и кувшин из своего дома. Разозлённый Гораций швыряет сосуд и он открывается.
Внезапно появляется джинн Факреш-эль-Аамаш, заключённый в кувшин после попытки убить своего хозяина, в нём он обитал около 6000 лет. Джинн обещает Горацию, что исполнит все его желания в обмен на освобождение из запечатанного много веков назад кувшина.
В результате Вентимор находит богатого клиента, зарабатывает много денег, превращает свою квартиру в арабский дворец, а профессор превращается в мула. Но Факреш в конечном итоге вызывает гораздо больше проблем, чем пользы, поэтому последнее желание Вентимора — запечатать джинна обратно в кувшин. Ему это удаётся, и Гораций наконец соединяется с возлюбленной.

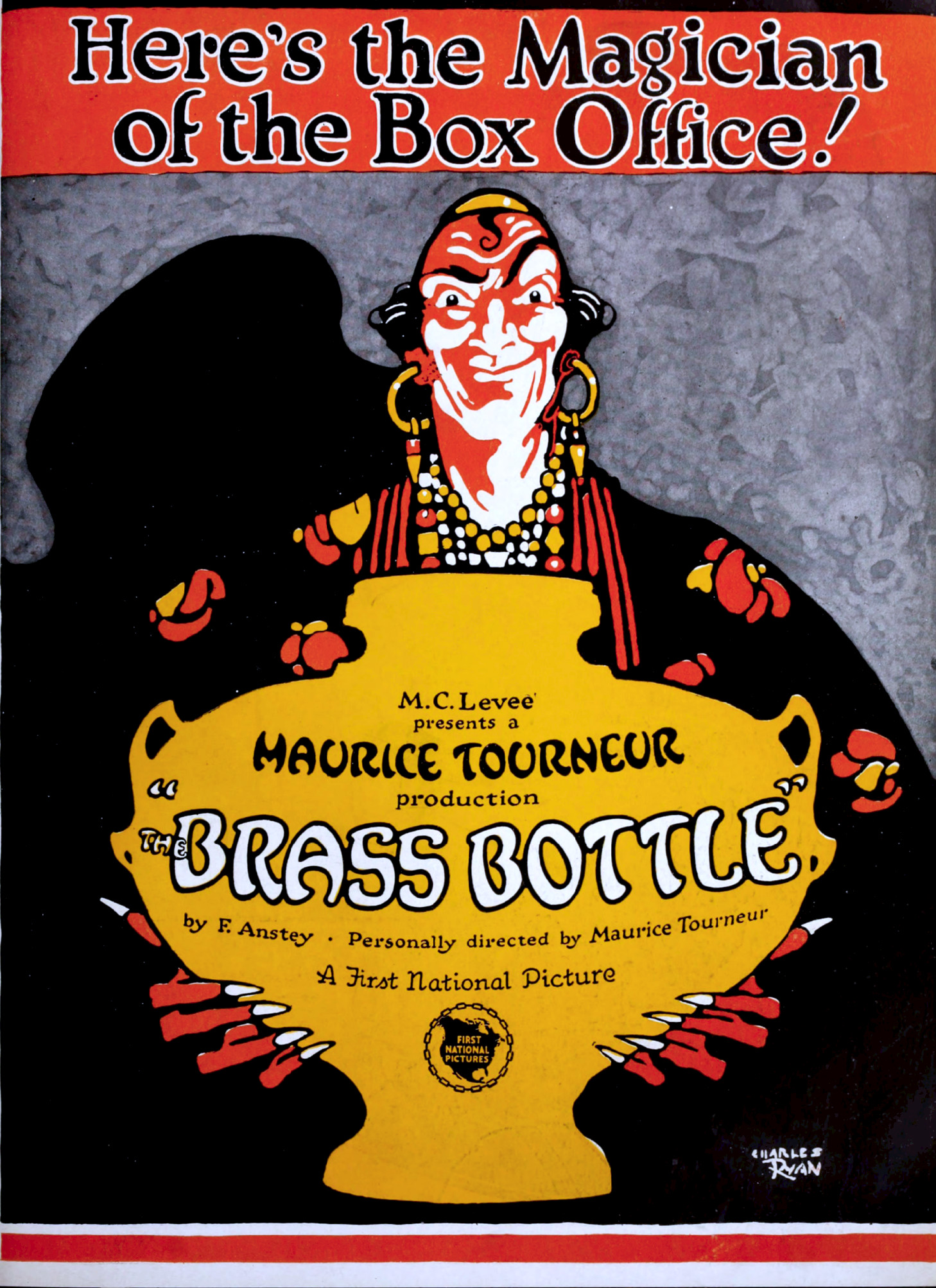

## В ролях
- Гарри Майерс — Гораций Вентимор
- Эрнест Торренс — Факреш-эль-Аамаш
- Талли Маршалл — профессор Гамильтон
- Кларисса Селвинн — миссис Гамильтон
- Форд Стерлинг — Рэпкин
- Агги Херринг — миссис Рэпкин
- Шарлотта Мерриам — Сильвия Гамильтон
- Эдвард Джобсон — Сэмюэль Вакербат
- Барбара ла Марр — королева
- Отис Харлан — капитан стражи
- Хейзел Кинер
- Джуланна Джонстон
- Рой Коулсон — Одноглазый злой дух (в титрах не указан)